# 答剌海
答剌海（13世纪？—1308年），又译塔剌海，元朝丞相，蒙古许兀慎氏，博尔忽的玄孙，淇阳王月赤察儿长子。
答剌海初为皇太子真金的侍臣，为真金太子及阔阔真妃宿卫。元世祖至元三十年（1293年），授昭勇大将军、左都威卫使、使佩金虎符。大德元年（1297年）元成宗授他为徽政使，兼任前职。大德四年（1300年）兼枢密副使，大德六年（1302年）升同知枢密院事，大德八年（1304年）兼宣徽使，大德十年（1306年）升知枢密院事。以功得赐江南田六千亩。
大德十一年（1307年）五月元武宗即位，拜中书省左丞相，仍领枢密、徽政、宣徽和怯薛长，加赐田四千亩。之后任中书左丞相，加太保、太子太师。七月，拜中书右丞相、监修国史，为中书枢密怯薛等之首，荣宠显贵之极。至大元年（1308年）再加领中政使。四月，跟隨武宗去上都（今内蒙古正蓝旗东闪电河北岸），至怀来因病去世。追封淇阳王，谥辉武。

## 延伸阅读
[在维基数据编辑]
 《新元史/卷121》，出自柯劭忞《新元史》